# Đường cao tốc Yeongdong
| Các tuyến đường cao tốc trước năm 2001 (Điểm xuất phát tính trước ngày 24/08/2001) | Các tuyến đường cao tốc trước năm 2001 (Điểm xuất phát tính trước ngày 24/08/2001) | Các tuyến đường cao tốc trước năm 2001 (Điểm xuất phát tính trước ngày 24/08/2001) |
| ---------------------------------------------------------------------------------- | ---------------------------------------------------------------------------------- | ---------------------------------------------------------------------------------- |
| Kí hiệu tuyến đường Năm sử dụng                                                    |                                                                                    |                                                                                    |
| Năm 1991 ~ 1997                                                                    | Năm 1997 ~ 2001                                                                    |                                                                                    |
| Tên tuyến đường                                                                    | Đường cao tốc Singal–Ansan (Đường cao tốc số 12)                                   | Đường cao tốc Singal–Ansan (Đường cao tốc số 12)                                   |
| Điểm bắt đầu                                                                       | Yongin-si, Gyeonggi-do                                                             | Yongin-si, Gyeonggi-do                                                             |
| Điểm kết thúc                                                                      | Ansan-si, Gyeonggi-do                                                              | Ansan-si, Gyeonggi-do                                                              |

| Các tuyến đường cao tốc trước năm 2001 (Điểm xuất phát tính trước ngày 24/08/2001) | Các tuyến đường cao tốc trước năm 2001 (Điểm xuất phát tính trước ngày 24/08/2001) | Các tuyến đường cao tốc trước năm 2001 (Điểm xuất phát tính trước ngày 24/08/2001) |
| ---------------------------------------------------------------------------------- | ---------------------------------------------------------------------------------- | ---------------------------------------------------------------------------------- |
| Kí hiệu tuyến đường Năm sử dụng                                                    |                                                                                    |                                                                                    |
| Năm 1983 ~ 1997                                                                    | Năm 1997 ~ 2001                                                                    |                                                                                    |
| Tên tuyến đường                                                                    | Đường cao tốc Yeongdong (Đường cao tốc số 4)                                       | Đường cao tốc Yeongdong (Đường cao tốc số 4)                                       |
| Điểm bắt đầu                                                                       | Yongin-si, Gyeonggi-do                                                             | Yongin-si, Gyeonggi-do                                                             |
| Điểm kết thúc                                                                      | Gangneung-si, Gangwon-do                                                           | Gangneung-si, Gangwon-do                                                           |

Đường cao tốc Yeongdong (Tiếng Hàn: 영동고속도로; RR: Yeongdong Gosok Doro) là một đường cao tốc ở Hàn Quốc được đánh số 50, nó kết nối khu vực Seoul với tỉnh Gangwon. Tuyến đường dài 234,39 km có điểm cuối phía tây ở Namdong-gu, Incheon và điểm cuối phía đông của nó nằm ở Gangneung, Gangwon. 

## Lịch sử
- 24 tháng 3 năm 1971: Đoạn Singal JC ~ Saemal (Yongin ~ Wonju) dài 104 km bắt đầu được xây dựng.
- 1 tháng 12 năm 1971: Đoạn Singal JC ~ Saemal thông xe (2 làn xe).
- 31 tháng 12 năm 1973: Yangji IC (Yongin) thông xe.
- 26 tháng 3 năm 1974: Đoạn Saemal ~ Gangneung dài 97 km bắt đầu được xây dựng.
- 14 tháng 10 năm 1975: Đoạn Saemal ~ Gangneung thông xe (2 làn xe).
- 10 tháng 4 năm 1976: Maseong IC thông xe.
- 5 tháng 1 năm 1977: Deokpyeong IC thông xe.
- 15 tháng 12 năm 1988: Kết nối với Đường cao tốc Donghae.
- 12 tháng 4 năm 1989: Đoạn Ansan ~ Singal JC dài 23,2 km bắt đầu được xây dựng (4 làn xe).
- 27 tháng 2 năm 1991: Đoạn Seochang ~ Ansan dài 27,6 km bắt đầu được xây dựng (6 làn xe).
- 29 tháng 11 năm 1991: Đoạn Ansan ~ Singal JC thông xe.
- 6 tháng 11 năm 1991: Công trình bắt đầu mở rộng lên 4 làn xe ở đoạn Singal JC ~ Wonju.
- 6 tháng 7 năm 1994: Đoạn Seochang ~ Ansan thông xe.
- 12 tháng 12 năm 1994: Singal JC ~ Wonju mở rộng thành 4 làn đường.
- 24 tháng 11 năm 1995: Mở rộng lên 4 làn xe ở Wonju ~ Woljeong TG.
- 30 tháng 7 năm 1996: Mở rộng lên 4 làn xe ở Woljeong TG ~ Hoenggye.
- 27 tháng 12 năm 1996: Mở rộng lên 4 làn xe ở Hoenggye ~ Gangneung.
- Tháng 1 năm 1997: Mở rộng lên 6 làn xe ở Ansan ~ Singal JC.
- 20 tháng 12 năm 1997: Wonju ~ Saemal mở rộng thành 4 làn xe.
- 15 tháng 7 năm 1999: Saemal ~ Woljeong TG mở rộng lên 4 làn xe.
- 22 tháng 7 năm 2000: Woljeong TG ~ Hoenggye mở rộng lên 4 làn xe.
- 2 tháng 5 năm 2001: Ansan ~ Singal JC mở rộng thành 4 làn xe.
- 28 tháng 11 năm 2001: Hoenggye ~ Gangneung mở rộng lên 4 làn xe.
- 31 tháng 10 năm 2007: Công trình bắt đầu mở rộng lên 8 làn xe ở Singal JC ~ Hobeop JC.
- 29 tháng 12 năm 2010: Singal JC ~ Yangji mở rộng lên 6 làn xe.
- 14 tháng 12 năm 2011: Yangji ~ Hobeop JC mở rộng lên 8 làn xe.
- 28 tháng 3 năm 2013: Seochang ~ Gunja mở rộng lên 10 làn xe.

## Tổng quan

### Số làn xe
- Yeoju IC ~ Gangneung JC : 4 làn xe + làn thay đổi ở cả hai hướng
- Seochang JC ~ Wolgot JC, Gunja JC ~ Ansan IC, Ansan JC ~ N.Suwon IC, Yeoju JC ~ Yeoju IC : 6 làn xe
- Ansan IC ~ Ansan JC, N.Suwon IC ~ Singal JC, Yongin IC ~ Yeoju JC  : 8 làn xe
- Wolgot JC ~ Gunja JC, Singal JC ~ Yongin IC : 10

### Tổng chiều dài
234.4 km

### Giới hạn tốc độ
Tối đa 100 km/h, tối thiểu 50 km/h trên tất cả các đoạn (tuy nhiên, một số đoạn ở Gangwon là 80 km/h, nhưng chỉ 80 km/h theo hướng Incheon cho đoạn 5 km từ Hoengseong SA đến 5 km từ Saemal IC)

### Đường hầm
| Hầm                             | Vị trí                                                     | Chiều dài | Năm hoàn thành | Ghi chú |
| ------------------------------- | ---------------------------------------------------------- | --------- | -------------- | ------- |
| Hầm Banwol (Incheon)            | Bugok-dong, Sangnok-gu, Ansan-si, Gyeonggi-do              | 760m      | 2001           |         |
| Hầm Banwol (Gangneung 1)        | Bugok-dong, Sangnok-gu, Ansan-si, Gyeonggi-do              | 358m      | 1991           |         |
| Hầm Banwol (Gangneung 2)        | Bugok-dong, Sangnok-gu, Ansan-si, Gyeonggi-do              | 286m      | 1991           |         |
| Hầm Gwanggyo (Incheon)          | Hagwanggyo-dong, Jangan-gu, Suwon-si, Gyeonggi-do          | 495m      | 1991           |         |
| Hầm Gwanggyo (Incheon 1)        | Hagwanggyo-dong, Jangan-gu, Suwon-si, Gyeonggi-do          | 502m      | 1991           |         |
| Hầm Gwanggyo (Gangneung)        | Hagwanggyo-dong, Jangan-gu, Suwon-si, Gyeonggi-do          | 522m      | 2001           |         |
| Hầm Gwanggyo (Gangneung 1)      | Hagwanggyo-dong, Jangan-gu, Suwon-si, Gyeonggi-do          | 499m      | 2013           |         |
| Hầm Maseong (Incheon 1)         | Dongbaek-dong, Giheung-gu, Yongin-si, Gyeonggi-do          | 1,502m    | 2011           |         |
| Hầm Maseong (Gangneung 1)       | Dongbaek-dong, Giheung-gu, Yongin-si, Gyeonggi-do          | 1,565m    | 2011           |         |
| Hầm Maseong (Incheon 0)         | Dongbaek-dong, Giheung-gu, Yongin-si, Gyeonggi-do          | 1,460m    | 1994           |         |
| Hầm Maseong (Gangneung 0)       | Dongbaek-dong, Giheung-gu, Yongin-si, Gyeonggi-do          | 1,450m    | 1994           |         |
| Hầm Yangji 1 (Incheon 1)        | Jubuk-ri, Yangji-myeon, Cheoin-gu, Yongin-si, Gyeonggi-do  | 660m      | 1994           |         |
| Hầm Yangji 1 (Incheon 2)        | Jubuk-ri, Yangji-myeon, Cheoin-gu, Yongin-si, Gyeonggi-do  | 642m      | 1994           |         |
| Hầm Yangji (Gangneung)          | Jubuk-ri, Yangji-myeon, Cheoin-gu, Yongin-si, Gyeonggi-do  | 730m      | 2011           |         |
| Hầm Gangcheon (Incheon)         | Gangcheon-ri, Gangcheon-myeon, Yeoju-si, Gyeonggi-do       | 329m      | 2011           |         |
| Hầm Gangcheon (Gangneung)       | Gangcheon-ri, Gangcheon-myeon, Yeoju-si, Gyeonggi-do       | 329m      | 1994           |         |
| Hầm Dunnae                      | Sapgyori-ri, Dunnae-myeon, Hoengseong-gun, Gangwon         | 3,300m    | 1999           |         |
| Hầm Bongpyeong (Incheon)        | Baekokpo-ri, Yongpyeong-myeon, Pyeongchang-gun, Gangwon    | 1,420m    | 1999           |         |
| Hầm Bongpyeong (Gangneung)      | Baekokpo-ri, Yongpyeong-myeon, Pyeongchang-gun, Gangwon    | 1,445m    | 1999           |         |
| Hầm Jinbu 1 (Incheon)           | Hajinbu-ri, Jinbu-myeon, Pyeongchang-gun, Gangwon          | 2,095m    | 1999           |         |
| Hầm Jinbu 1 (Gangneung)         | Hajinbu-ri, Jinbu-myeon, Pyeongchang-gun, Gangwon          | 2,075m    | 1999           |         |
| Hầm Jinbu 2 (Incheon)           | Hajinbu-ri, Jinbu-myeon, Pyeongchang-gun, Gangwon          | 185m      | 1999           |         |
| Hầm Jinbu 2 (Gangneung)         | Hajinbu-ri, Jinbu-myeon, Pyeongchang-gun, Gangwon          | 203m      | 1999           |         |
| Hầm Jinbu 3 (Incheon)           | Sangjinburi-ri, Jinbu-myeon, Pyeongchang-gun, Gangwon      | 604m      | 1999           |         |
| Hầm Jinbu 3 (Gangneung)         | Sangjinburi-ri, Jinbu-myeon, Pyeongchang-gun, Gangwon      | 599m      | 1999           |         |
| Hầm Daegwallyeong 1 (Incheon)   | Hoenggye-ri, Daegwallyeong-myeon, Pyeongchang-gun, Gangwon | 1,830m    | 2001           |         |
| Hầm Daegwallyeong 1 (Gangneung) | Hoenggye-ri, Daegwallyeong-myeon, Pyeongchang-gun, Gangwon | 1,800m    | 2001           |         |
| Hầm Daegwallyeong 2             | Wangsan-ri, Wangsan-myeon, Gangneung-si, Gangwon           | 55m       | 2001           |         |
| Hầm Daegwallyeong 3             | Wangsan-ri, Wangsan-myeon, Gangneung-si, Gangwon           | 60m       | 2001           |         |
| Hầm Daegwallyeong 4 (Incheon)   | Wangsan-ri, Wangsan-myeon, Gangneung-si, Gangwon           | 705m      | 2001           |         |
| Hầm Daegwallyeong 4 (Gangneung) | Wangsan-ri, Wangsan-myeon, Gangneung-si, Gangwon           | 668m      | 2001           |         |
| Hầm Daegwallyeong 5 (Incheon)   | Wangsan-ri, Wangsan-myeon, Gangneung-si, Gangwon           | 1,209m    | 2001           |         |
| Hầm Daegwallyeong 5 (Gangneung) | Wangsan-ri, Wangsan-myeon, Gangneung-si, Gangwon           | 1,179m    | 2001           |         |
| Hầm Daegwallyeong 6 (Incheon)   | Eoheul-ri, Seongsan-myeon, Gangneung-si, Gangwon           | 234m      | 2001           |         |
| Hầm Daegwallyeong 6 (Gangneung) | Eoheul-ri, Seongsan-myeon, Gangneung-si, Gangwon           | 202m      | 2001           |         |
| Hầm Daegwallyeong 7             | Eoheul-ri, Seongsan-myeon, Gangneung-si, Gangwon           | 120m      | 2001           |         |

## Nút giao thông · Giao lộ
- IC và JC: Giao lộ, TG: Trạm thu phí, SA: Khu vực dịch vụ.
- Đơn vị đo khoảng cách là km.

| Số                              | Tên                             | Tên                             | Khoảng cách                     | Tổng khoảng cách                | Kết nối | Vị trí                          | Vị trí                          | Ghi chú |
| Số                              | Tiếng Anh                       | Hangul                          | Khoảng cách                     | Tổng khoảng cách                | Kết nối | Vị trí                          | Vị trí                          | Ghi chú |
| Kết nối trực tiếp với Munemi-ro | Kết nối trực tiếp với Munemi-ro | Kết nối trực tiếp với Munemi-ro | Kết nối trực tiếp với Munemi-ro | Kết nối trực tiếp với Munemi-ro | Kết nối trực tiếp với Munemi-ro | Kết nối trực tiếp với Munemi-ro | Kết nối trực tiếp với Munemi-ro | Kết nối trực tiếp với Munemi-ro |
| ------------------------------- | ------------------------------- | ------------------------------- | ------------------------------- | ------------------------------- | --- | ------------------------------- | ------------------------------- | --- |
|                                 |                                 | 인천기점                        | -                               | 0.00                            | Munemi-ro | Incheon                         | Namdong-gu                      | Kết nối gián tiếp với Jangsu IC trên Đường cao tốc vành đai 1 vùng thủ đô khi đi thẳng đến Incheon                                                                          |
| 1                               | Seochang JC                     | 서창 분기점                     | 0.51                            | 0.51                            | Đường cao tốc Gyeongin thứ hai Quốc lộ 42 | Incheon                         | Namdong-gu                      | |
| 2                               | Wolgot JC                       | 월곶 분기점                     | 5.49                            | 6.00                            | Tỉnh lộ 330 (Đường cao tốc Gyeongin thứ 3) | Gyeonggi-do                     | Siheung-si                      | Wolgot IC cũ |
| 3                               | Gunja JC                        | 군자 분기점                     | 3.21                            | 9.21                            | Đường cao tốc Pyeongtaek-Siheung | Gyeonggi-do                     | Siheung-si                      | Trong trường hợp hướng Incheon, không thể đi vào Đường cao tốc Pyeongtaek-Siheung (hướng Pyeongtaek)                                                                        |
| TG                              | Gunja TG                        | 군자 요금소                     |                                 |                                 | | Gyeonggi-do                     | Siheung-si                      | Trạm thu phí chính |
| 4                               | W.Ansan                         | 서안산                          | 3.33                            | 12.54                           | Gunja-ro·Seonggok-ro ( Quốc lộ 39 (Siheung-daero·Sandan-ro))                                                                                              | Gyeonggi-do                     | Ansan-si                        | |
| SA                              | Ansan Service Area SA           | 안산휴게소                      |                                 |                                 | | Gyeonggi-do                     | Ansan-si                        | Cả 2 hướng |
| 5                               | Ansan                           | 안산                            | 3.33                            | 15.87                           | Garuge-ro (Sunhwan-ro) | Gyeonggi-do                     | Ansan-si                        | |
| 6                               | Ansan JC                        | 안산 분기점                     | 2.08                            | 17.95                           | Đường cao tốc Seohaean | Gyeonggi-do                     | Ansan-si                        | Trong trường hợp đi theo hướng Incheon, không thể đi vào Đường cao tốc Seohaean (hướng Muan). Kết nối gián tiếp với Đường cao tốc vành đai 1 vùng thủ đô đi vào hướng Seoul |
| 7                               | Dundae JC                       | 둔대 분기점                     | 4.76                            | 22.71                           | Đường cao tốc Seohaean | Gyeonggi-do                     | Gunpo-si                        | Trong trường hợp hướng Gangneung liên quan đến Giao lộ Palgok, không thể đi vào Đường cao tốc Seohaean (hướng Muan)                                                         |
| 8                               | Gunpo                           | 군포                            | 1.71                            | 24.42                           | Quốc lộ 47 (Gunpo-ro) | Gyeonggi-do                     | Gunpo-si                        | Banwol IC cũ |
| 9                               | E.Gunpo                         | 동군포                          | 1.59                            | 26.01                           | Beonyeong-ro ( Quốc lộ 47 (Gunpo-ro)) ( Đường cao tốc Pyeongtaek–Paju)                                                                                    | Gyeonggi-do                     | Gunpo-si                        | Trạm thu phí Bugok cũ |
| 10                              | Bugok                           | 부곡                            | 1.95                            | 27.96                           | Deokyeong-daero (Obong-ro) | Gyeonggi-do                     | Uiwang-si                       | |
| 11                              | N.Suwon                         | 북수원                          | 2.84                            | 30.80                           | Quốc lộ 1 (Gyeongsu-daero) (Tỉnh lộ 390 (Đường cao tốc đô thị Bongdam–Gwacheon))                                                                          | Gyeonggi-do                     | Suwon-si                        | |
| 12                              | E.Suwon                         | 동수원                          | 6.09                            | 36.89                           | Quốc lộ 43 (Changryong-daero) ( Đường cao tốc Yongin–Seoul)                                                                                               | Gyeonggi-do                     | Suwon-si                        | |
| 13                              | Singal JC                       | 신갈 분기점                     | 4.90                            | 41.79                           | Đường cao tốc Gyeongbu | Gyeonggi-do                     | Yongin-si                       | |
| 14                              | Maseong                         | 마성                            | 6.62                            | 48.41                           | Maseong-ro (Tỉnh lộ 321 (Seongsan-ro)) | Gyeonggi-do                     | Yongin-si                       | |
| 15                              | W.Yongin Junction               | 서용인 분기점                   |                                 |                                 | Đường cao tốc vành đai 2 vùng thủ đô Seoul | Gyeonggi-do                     | Yongin-si                       | |
| 17                              | Yongin                          | 용인                            | 4.10                            | 52.51                           | Quốc lộ 45 (Baekok-daero) | Gyeonggi-do                     | Yongin-si                       | |
| SA                              | Yongin SA                       | 용인휴게소                      |                                 |                                 | | Gyeonggi-do                     | Yongin-si                       | Cả 2 hướng |
| 18                              | Yongin Junction                 | 용인 분기점                     |                                 |                                 | Đường cao tốc Sejong–Pocheon | Gyeonggi-do                     | Yongin-si                       | |
| 19                              | Yangji                          | 양지                            | 7.96                            | 60.47                           | Quốc lộ 17 (Jukyang-daero) Quốc lộ 42 (Jungbu-daero) | Gyeonggi-do                     | Yongin-si                       | |
| 20                              | Deokpyeong                      | 덕평                            | 7.10                            | 67.57                           | Tỉnh lộ 325 (Deokpyeong-ro) ( Quốc lộ 42 (Jungbu-daero))                                                                                                  | Gyeonggi-do                     | Icheon-si                       | |
| SA                              | Deokpyeong SA                   | 덕평휴게소                      |                                 |                                 | | Gyeonggi-do                     | Icheon-si                       | Cả 2 hướng, có thể quay đầu đi hướng ngược lại |
| 21                              | Hobeop JC                       | 호법 분기점                     | 5.65                            | 73.22                           | Đường cao tốc Jungbu | Gyeonggi-do                     | Icheon-si                       | |
| 22                              | Icheon                          | 이천                            | 6.41                            | 79.63                           | Quốc lộ 3 (Gyeongchung-daero) | Gyeonggi-do                     | Icheon-si                       | |
| SA                              | Yeoju SA                        | 여주휴게소                      |                                 |                                 | | Gyeonggi-do                     | Yeoju-si                        | Cả 2 hướng |
| 23                              | Yeoju JC                        | 여주 분기점                     | 8.66                            | 88.29                           | Đường cao tốc Jungbu Naeryuk | Gyeonggi-do                     | Yeoju-si                        | |
| 24                              | Yeoju                           | 여주                            | 6.18                            | 94.47                           | Quốc lộ 37 (Sejong-ro·Jangyeo-ro) | Gyeonggi-do                     | Yeoju-si                        | |
| SA                              | Munmak SA                       | 문막휴게소                      |                                 |                                 | | Gangwon                         | Wonju-si                        | Hướng đi Incheon |
| 25                              | Munmak                          | 문막                            | 19.98                           | 114.45                          | Tỉnh lộ 49 (Wonmun-ro) Quốc lộ 42 (Yeowon-ro) | Gangwon                         | Wonju-si                        | |
| SA                              | Munmak SA                       | 문막휴게소                      |                                 |                                 | | Gangwon                         | Wonju-si                        | Hướng đi Gangneung |
| 26                              | Manjong JC                      | 만종 분기점                     | 9.14                            | 123.59                          | Đường cao tốc Jungang | Gangwon                         | Wonju-si                        | |
| 27                              | Wonju JC                        | 원주 분기점                     |                                 |                                 | Đường cao tốc Gwangju–Wonju | Gangwon                         | Wonju-si                        | Trường hợp đi hướng Gangneung thì không thể đi vào Đường cao tốc Gwangju–Wonju (Hướng Gwangju)                                                                              |
| 28                              | Wonju                           | 원주                            | 6.61                            | 130.20                          | Quốc lộ 5 (Bukwon-ro·Đường vòng thay thế quốc lộ Wonju-si) Quốc lộ 19 (Bukwon-ro·Đường vòng thay thế quốc lộ Wonju-si)                                    | Gangwon                         | Wonju-si                        | |
| 29                              | Saemal                          | 새말                            | 12.73                           | 142.93                          | Tỉnh lộ 442 (Hanwoo-ro) ( Quốc lộ 42 (Seodong-ro)) | Gangwon                         | Hoengseong-gun                  | |
| SA                              | Hoengseong SA                   | 횡성휴게소                      |                                 |                                 | | Gangwon                         | Hoengseong-gun                  | Cả 2 hướng |
| 30                              | Dunnae                          | 둔내                            | 17.08                           | 160.01                          | Quốc lộ 6 (Gyeonggang-ro) Tỉnh lộ 411 (Gangbyeon-ro) Tỉnh lộ 420 (Gyeonggang-ro·Gowon-ro)                                                                 | Gangwon                         | Hoengseong-gun                  | |
| 30-1                            | E.Dunnae                        | 동둔내                          | 7.29                            | 167.30                          | Cheongtaesan-ro | Gangwon                         | Hoengseong-gun                  | Nút giao chỉ sử dụng Hi-pass Chỉ có hướng đi Incheon |
| 31                              | Myeonon                         | 면온                            | 9.71                            | 177.01                          | Tỉnh lộ 408 (Taegi-ro) | Gangwon                         | Pyeongchang-gun                 | |
| 32                              | Pyeongchang                     | 평창                            | 5.68                            | 182.69                          | Quốc lộ 6 (Gyeonggang-ro) Tỉnh lộ 408 (Taegi-ro) ( Quốc lộ 31 (Pyeongchang-daero·Gyeonggang-ro)) (Tỉnh lộ 424 (Gyeonggang-ro·Geumdanggyegok-ro·Taegi-ro)) | Gangwon                         | Pyeongchang-gun                 | Jangpyeong IC cũ |
| SA                              | Pyeongchang SA                  | 평창휴게소                      |                                 |                                 | | Gangwon                         | Pyeongchang-gun                 | Cả 2 hướng |
| 33                              | Soksa                           | 속사                            | 9.16                            | 191.85                          | Quốc lộ 6 (Gyeonggang-ro) Quốc lộ 31 (Gyeonggang-ro) | Gangwon                         | Pyeongchang-gun                 | |
| 35                              | Jinbu                           | 진부                            | 7.15                            | 199.00                          | Jinbu-ro Jinbujungang-ro Quốc lộ 6 (Gyeonggang-ro) Quốc lộ 59 (Gyeonggang-ro)                                                                             | Gangwon                         | Pyeongchang-gun                 | |
| 36                              | Daegwallyeong                   | 대관령                          | 12.84                           | 211.84                          | Tỉnh lộ 456 (Gyeonggang-ro) | Gangwon                         | Pyeongchang-gun                 | Hoenggye IC cũ |
| SA                              | Gangneung Daegwallyeong SA      | 강릉대관령휴게소                |                                 |                                 | | Gangwon                         | Gangneung-si                    | Cả 2 hướng |
| 37                              | Gangneung JC                    | 강릉 분기점                     | 22.56                           | 234.40                          | Đường cao tốc Donghae | Gangwon                         | Gangneung-si                    | |

## Khu vực đi qua
Incheon
- Namdong-gu (Mansu-dong - Seochang-dong - Dorim-dong - Nonhyeon-dong)

Gyeonggi-do
- Siheung-si (Wolgot-dong - Geomo-dong - Gunja-dong) - Ansan-si Danwon-gu (Seonbu-dong - Hwajeong-dong) - Ansan-si Sangnok-gu (Yangsang-dong - Bugok-dong) - Gunpo-si (Dundae-dong - Daeyami-dong - Bugok-dong) - Uiwang-si (I-dong - Sam-dong) - Suwon-si Jangan-gu (Imok-dong - Pajang-dong - Songjuk-dong - Jowon-dong - Hagwanggyo-dong) - Yeongtong-gu Iui-dong - Yongin-si Suji-gu Sanghyeon-dong - Suwon-si Yeongtong-gu Ha-dong - Yongin-si Giheung-gu (Singal-dong - Mabuk-dong - Eonnam-dong - Cheongdeok-dong - Dongbaek-dong) - Cheonin-gu (Pogok-eup - Yubang-dong - Yangji-myeon) - Icheon-si (Majang-myeon - Hobeop-myeon - Danwol-dong - Gotham-dong - Daewol-myeon - Bubal-eup) - Yeoju-si (Ganam-eup - Sanggeo-dong - Jeombong-dong - Myokgok-dong - Yeonyang-dong - Gangcheon-myeon)

Gangwon
- Wonju-si (Buron-myeon - Munmak-eup - Jijeong-myeon - Hojeo-myeon - Jijeong-myeon - Hojeo-myeon - Usan-dong - Gahyeon-dong - Taejang-dong - Socho-myeon) - Hoengseong-gun (Ucheon-myeon - Anheung-myeon - Dunnae-myeon) - Pyeongchang-gun (Bongpyeong-myeon - Yongpyeong-myeon - Jinbu-myeon - Daegwallyeong-myeon) - Gangneung-si (Wangsan-myeon - Seongsan-myeon - Sacheon-myeon - Seongsan-myeon)

## Hình ảnh

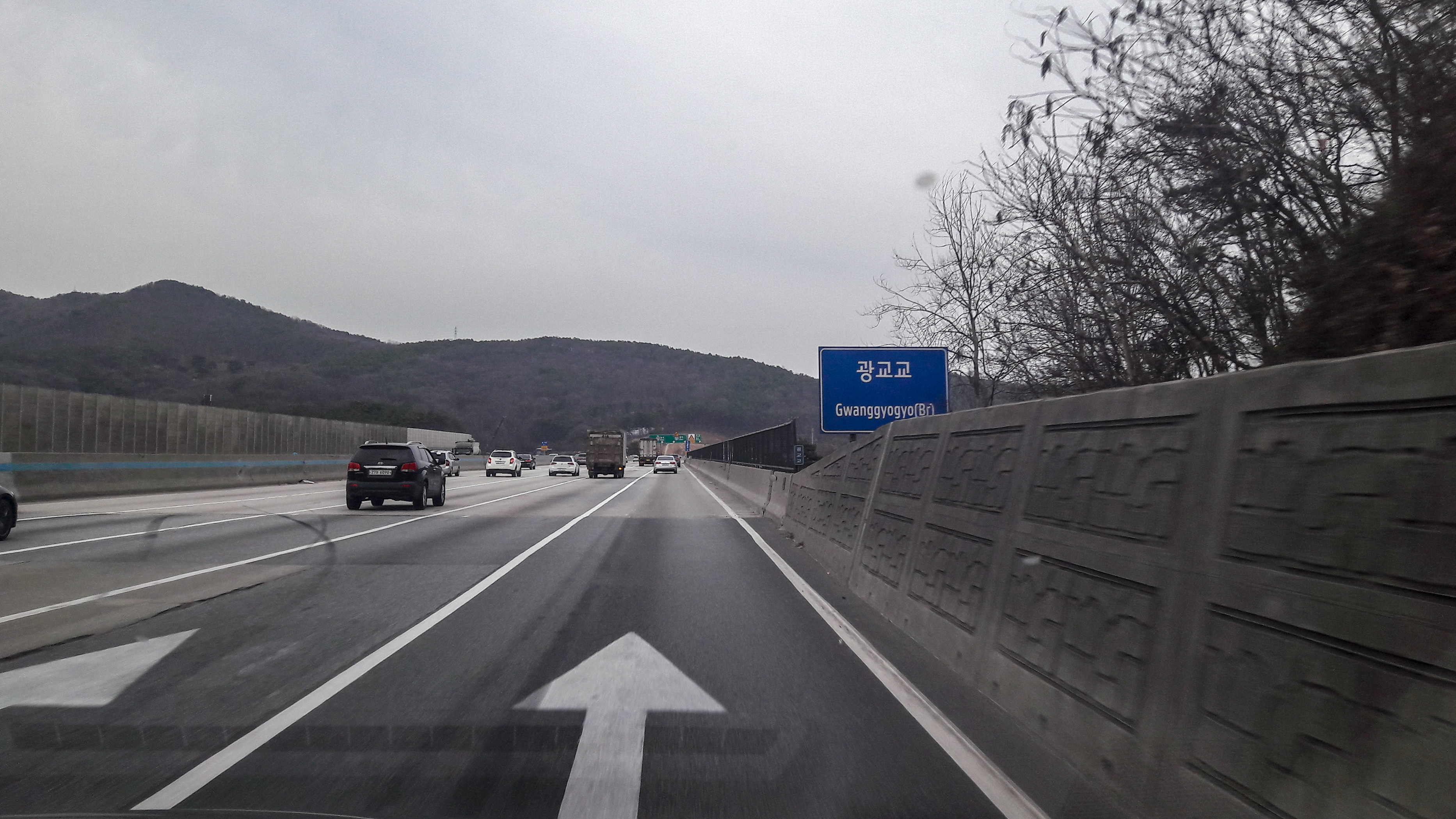
Biển báo cầu Gwanggyo (hướng đi xuống)
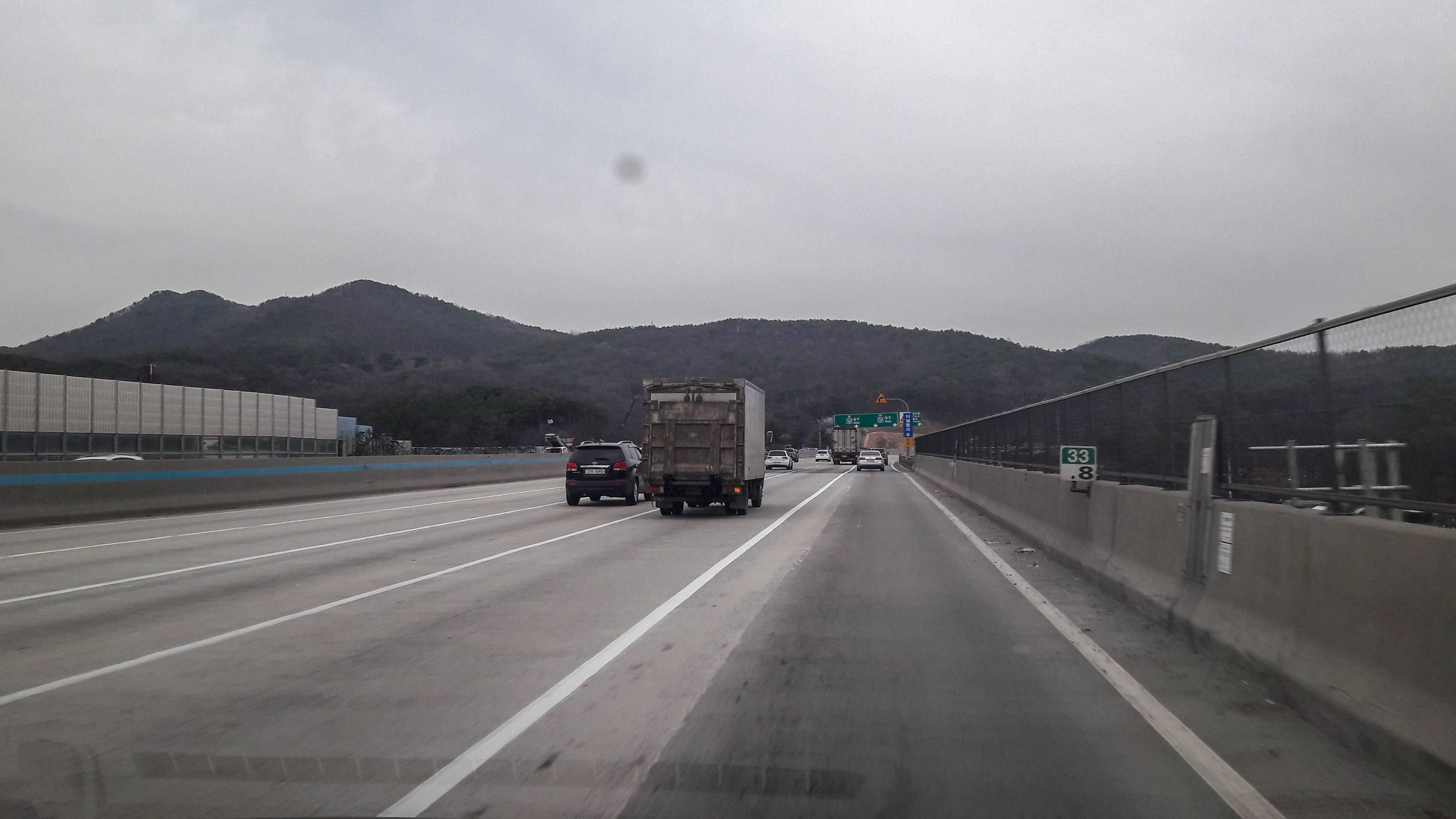
Cầu Gwanggyo (hướng đi xuống)
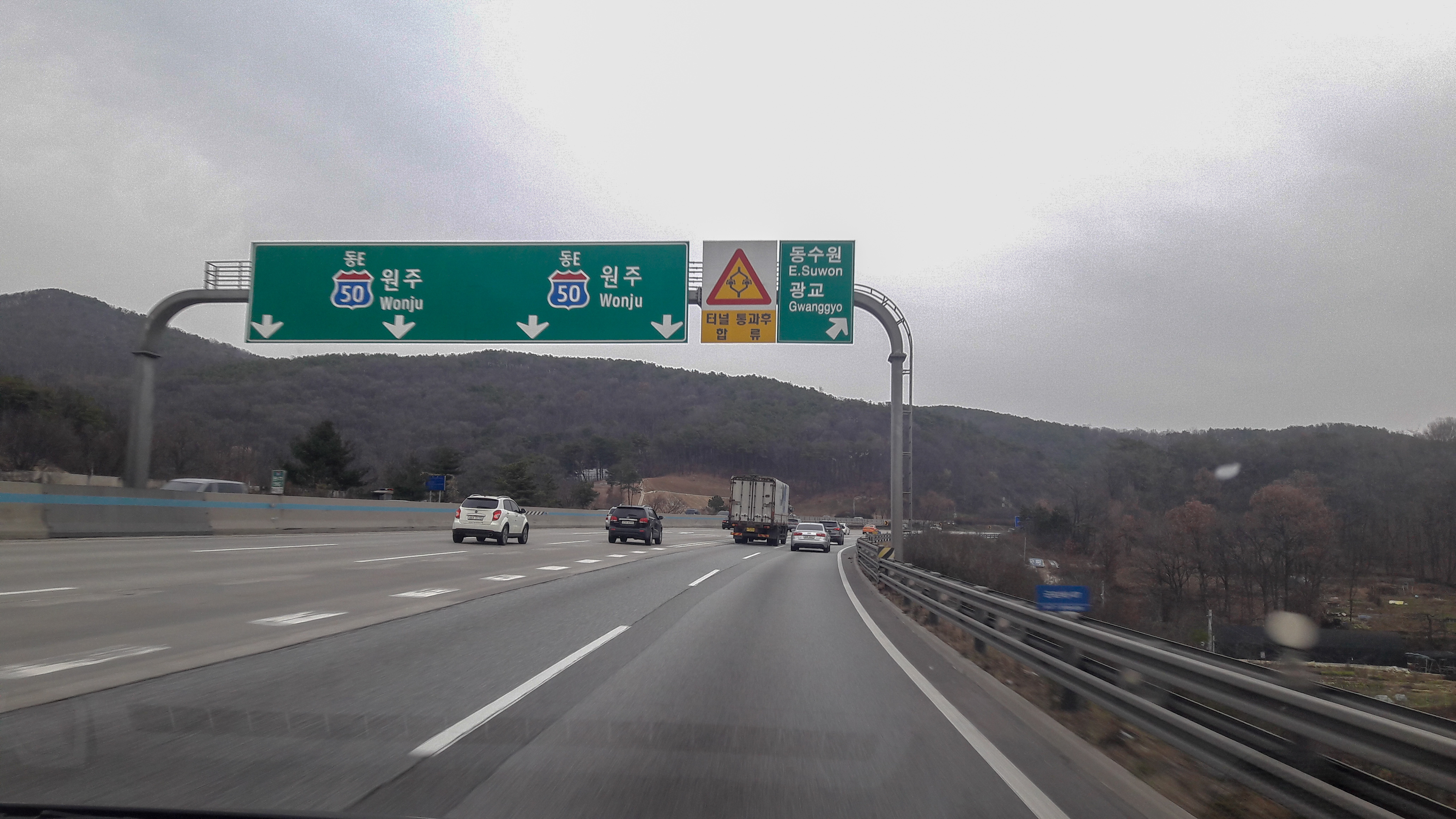
Biển báo lối ra gần Hầm Gwanggyo (hướng đi xuống)
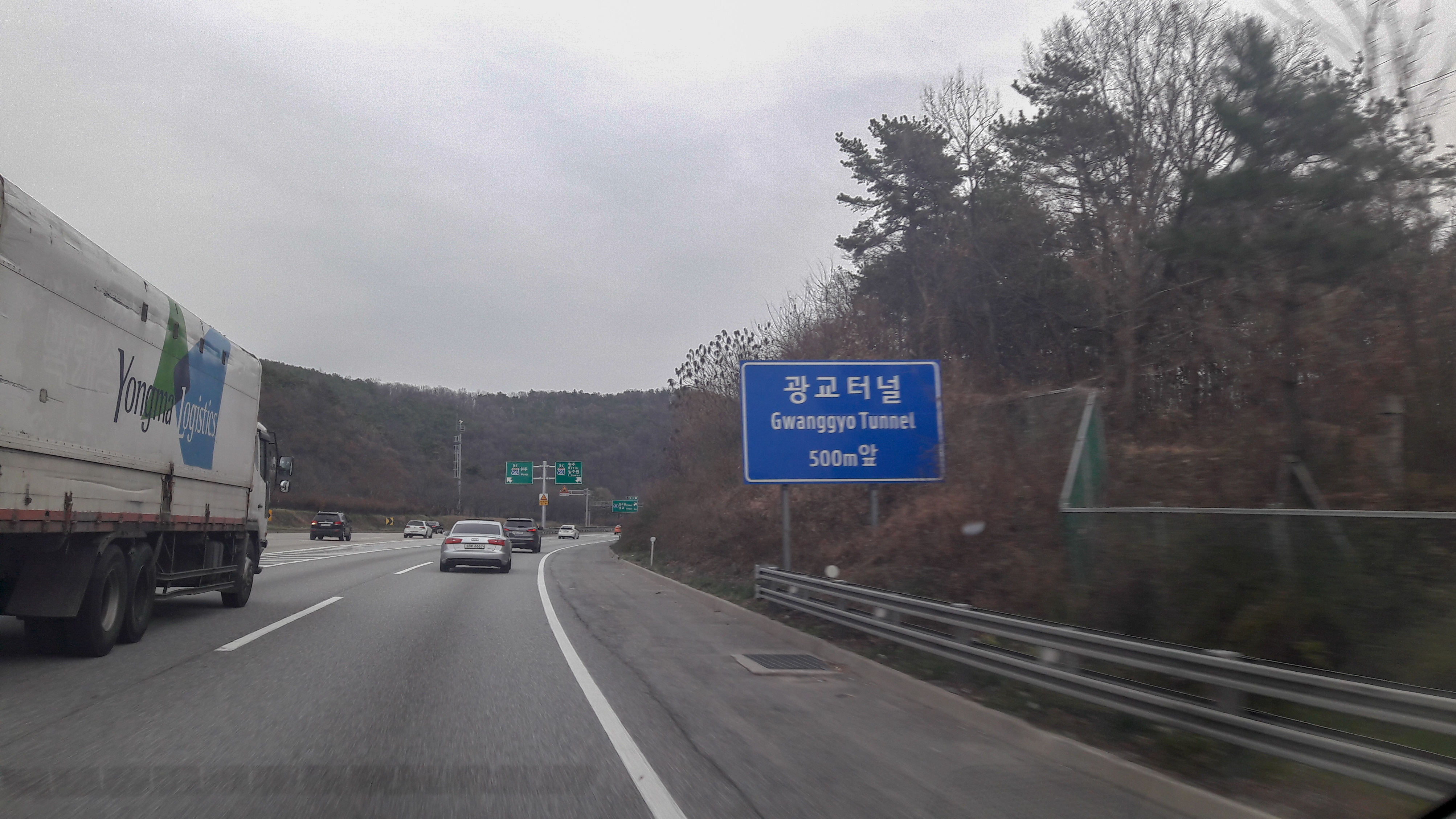
Biển báo Hầm Gwanggyo 500m (hướng đi xuống)
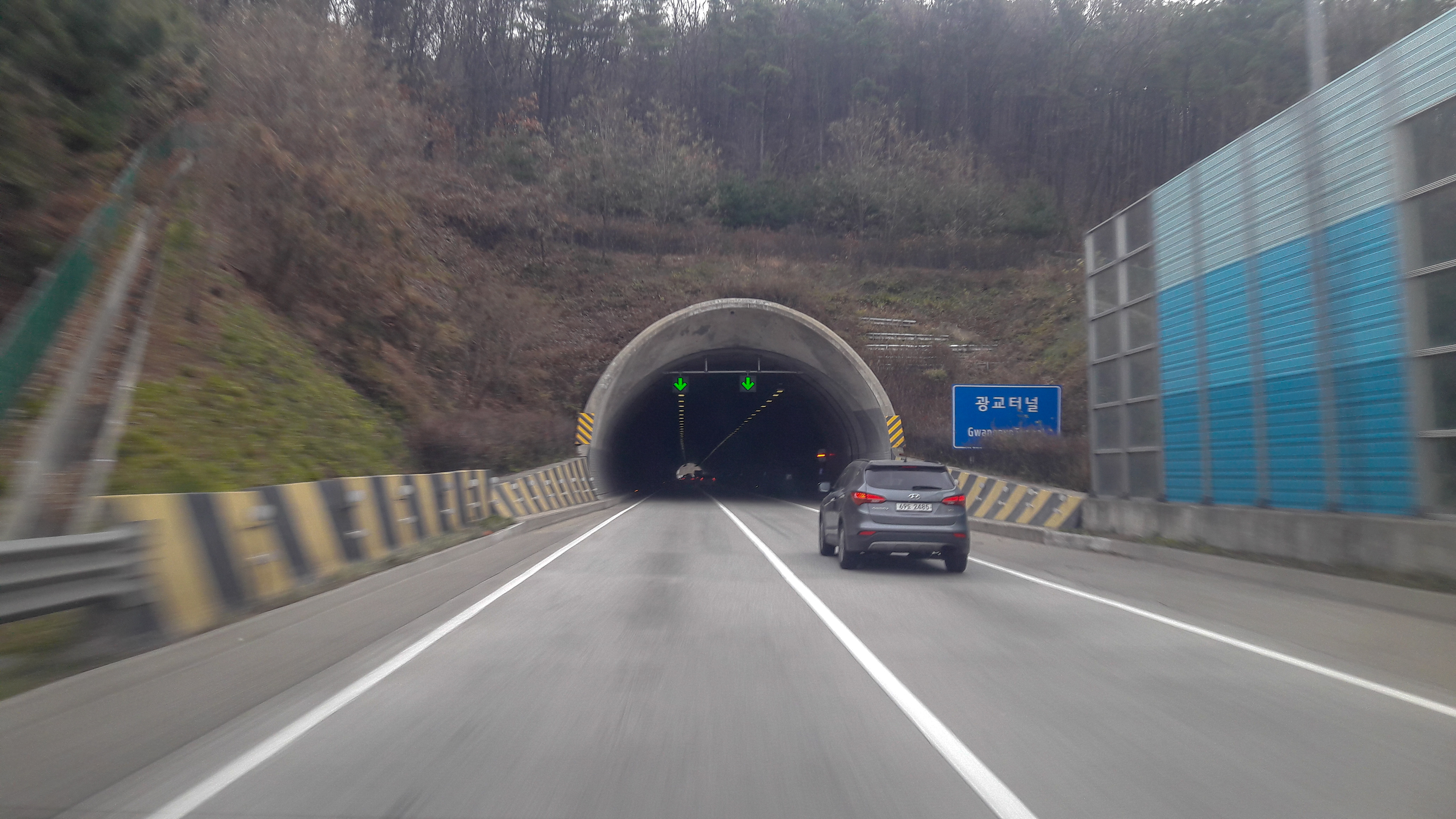
Lối vào Hầm Gwanggyo 2 (hướng đi xuống)
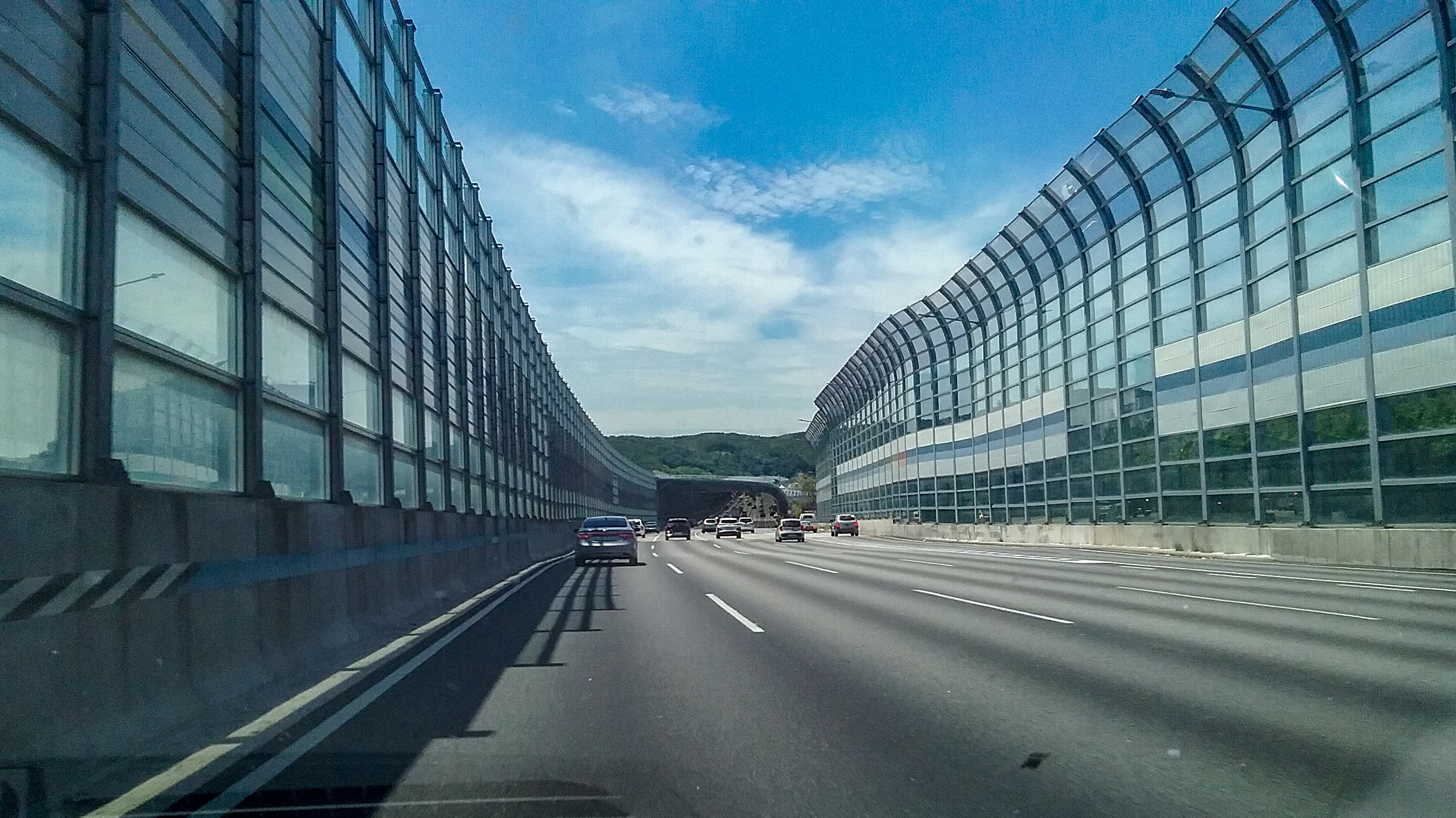
Hầm cách âm Gwanggyo (hướng đi lên)
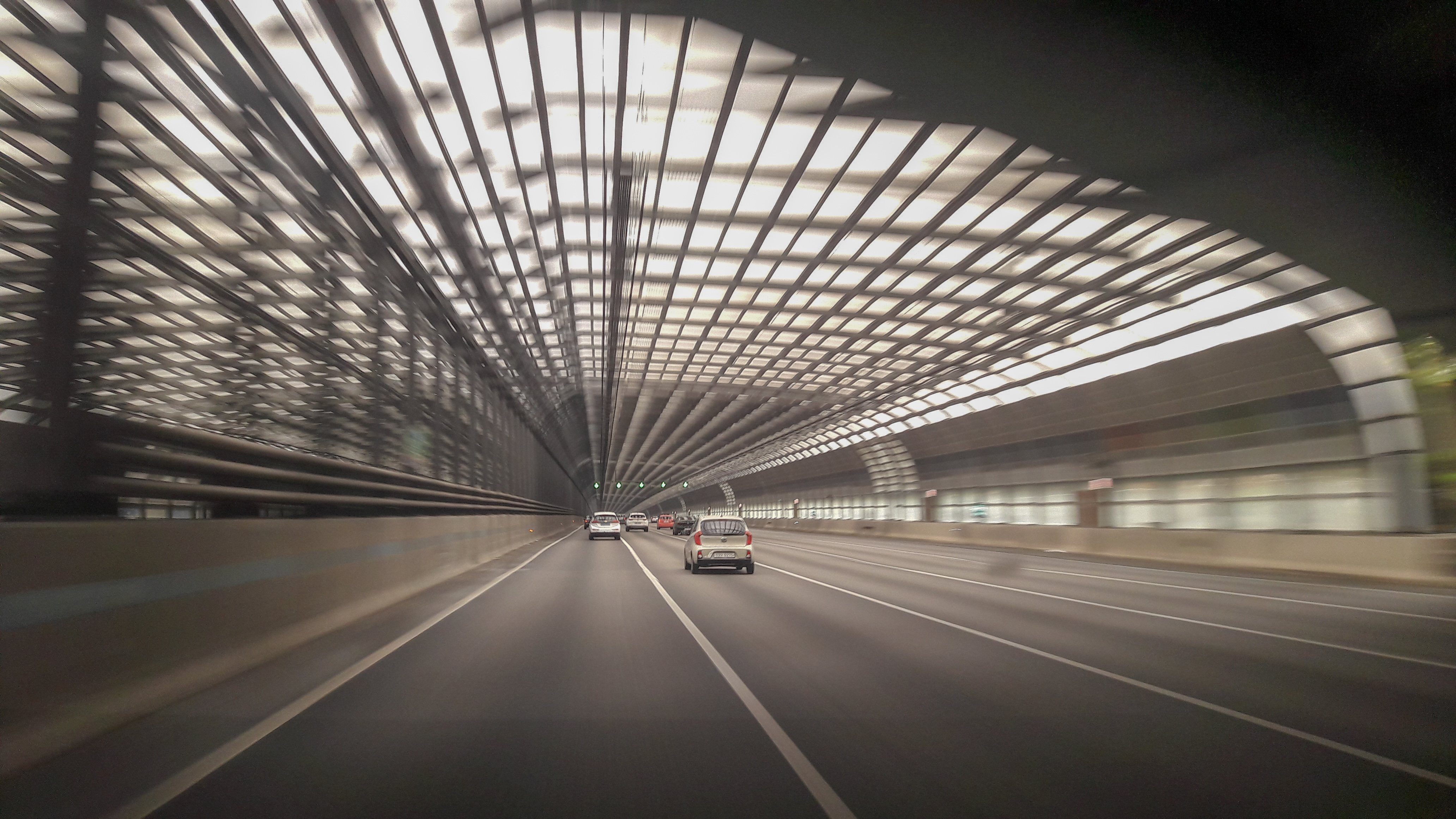
Hầm cách âm Gwanggyo (hướng đi xuống)
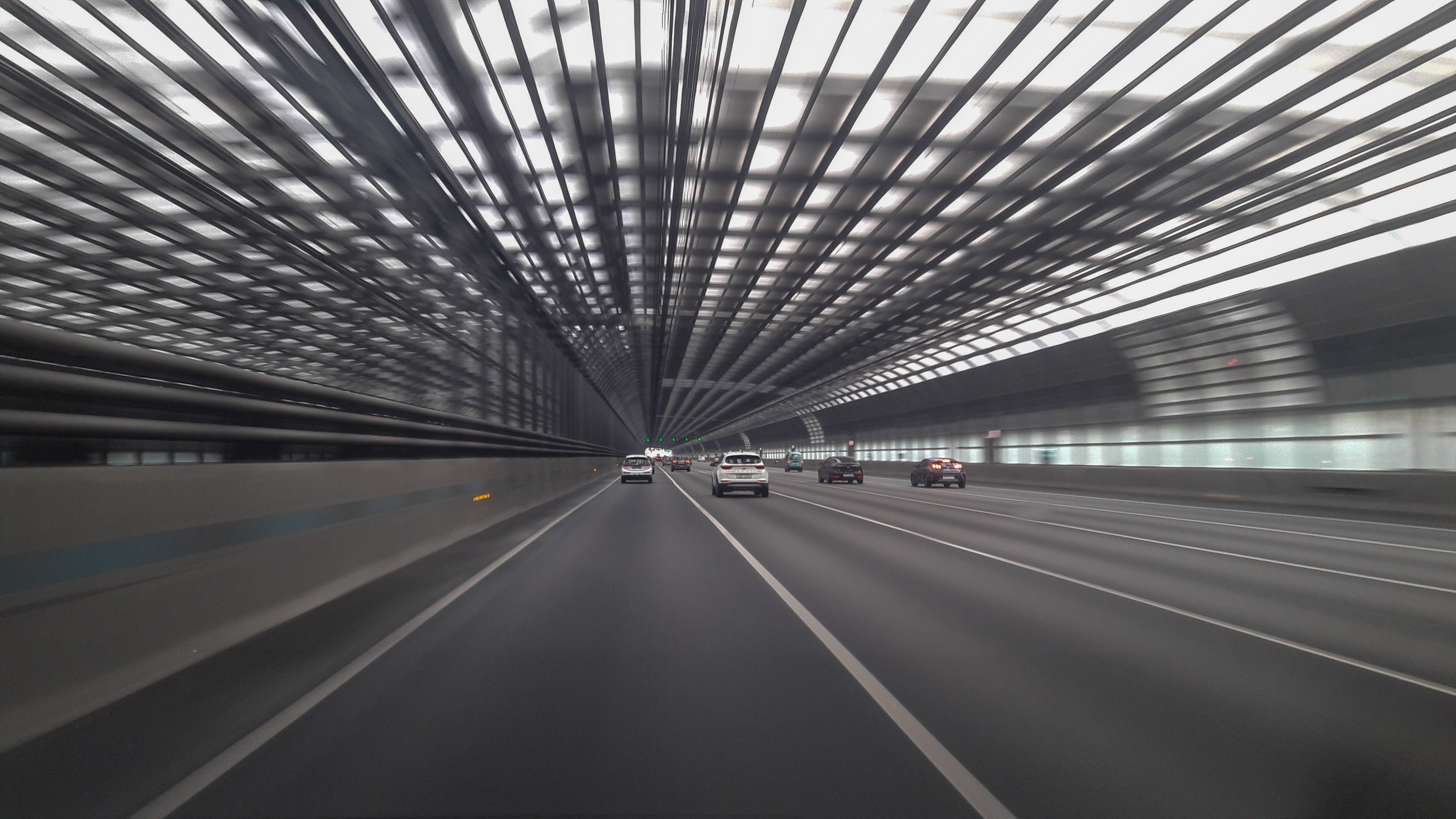
Hầm cách âm Gwanggyo (hướng đi xuống)
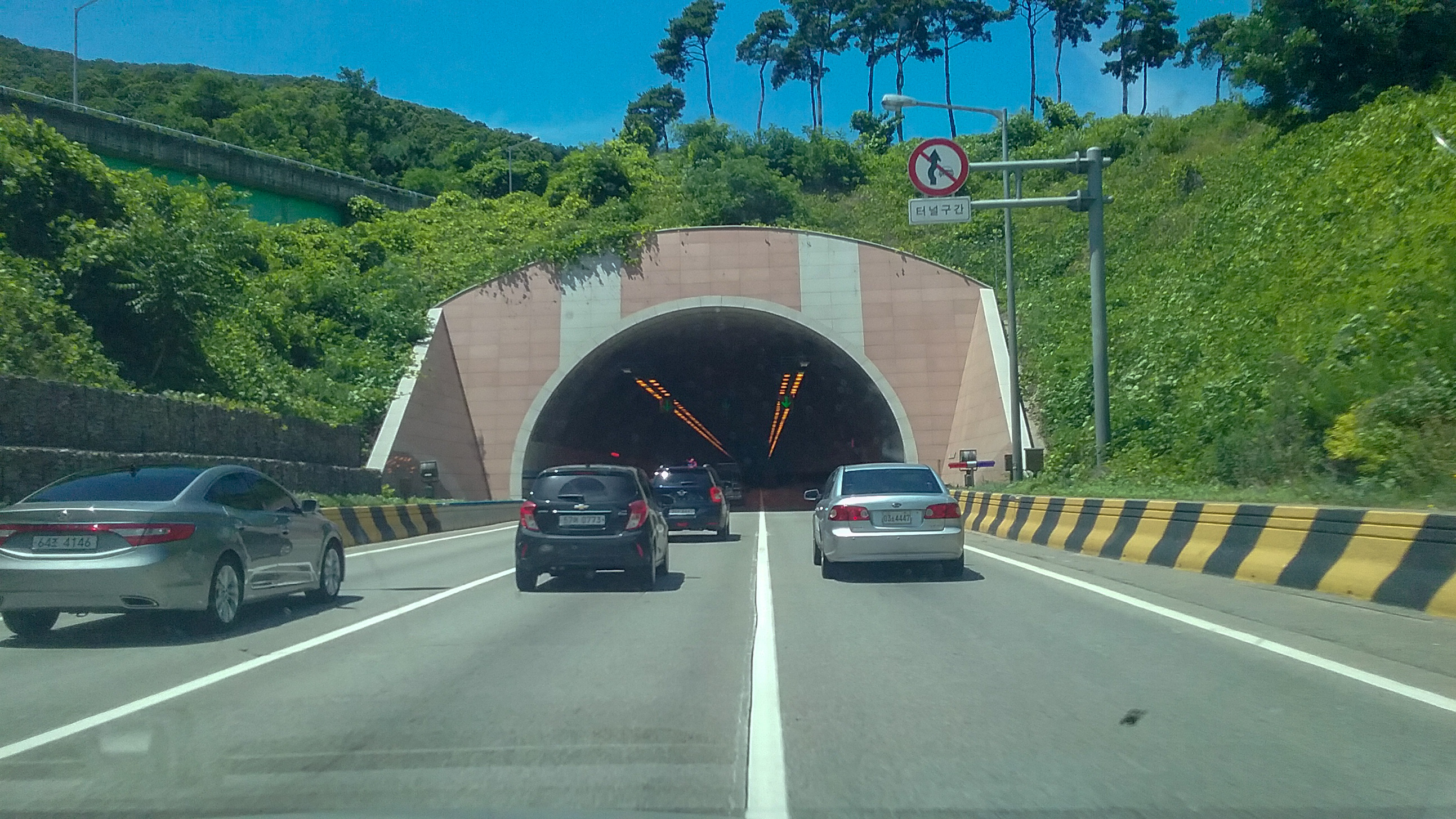
Lối vào Hầm Maseong 2 (hướng đi lên)
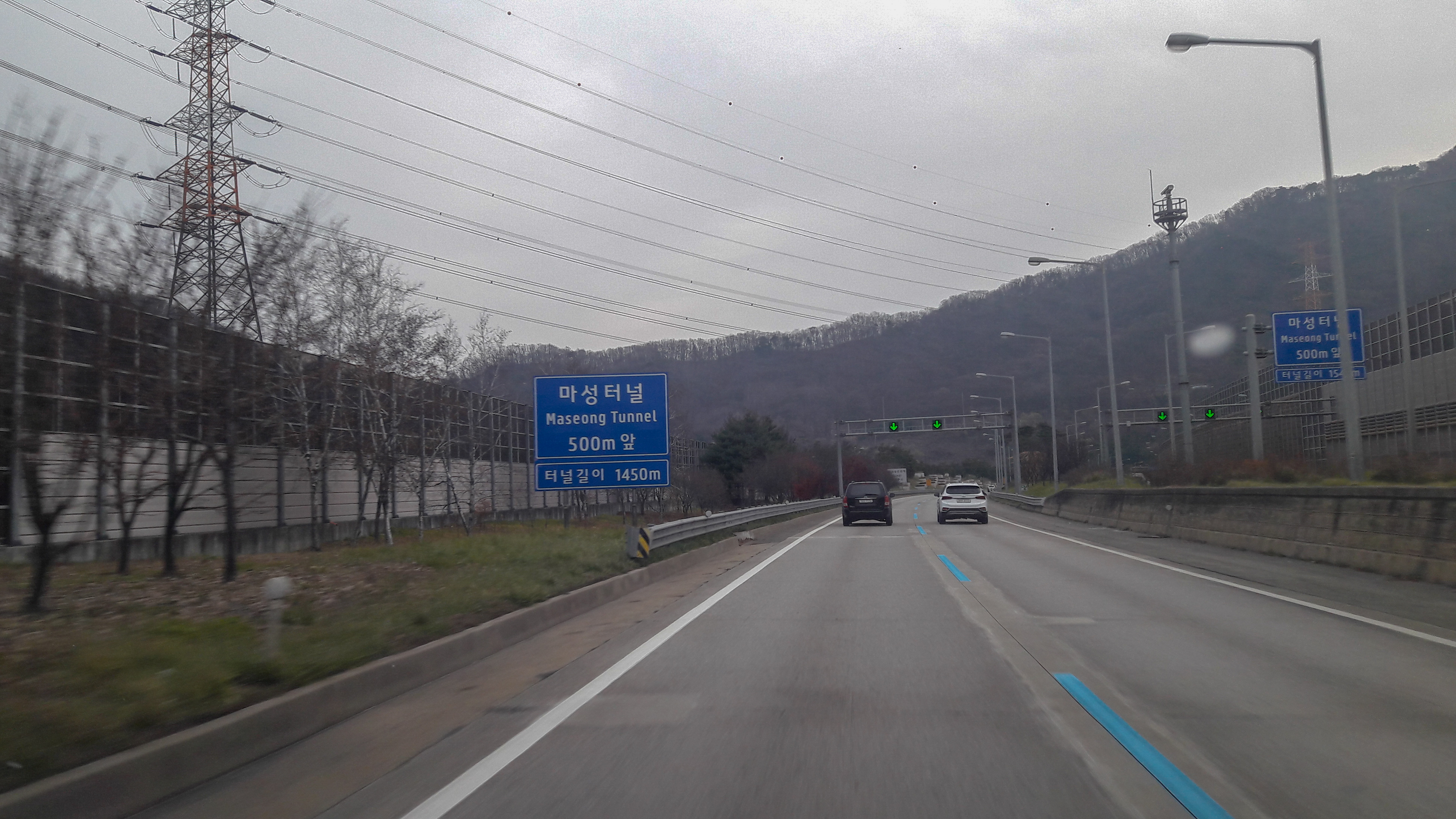
Biển báo Hầm Maseong 1 500m (hướng đi xuống)
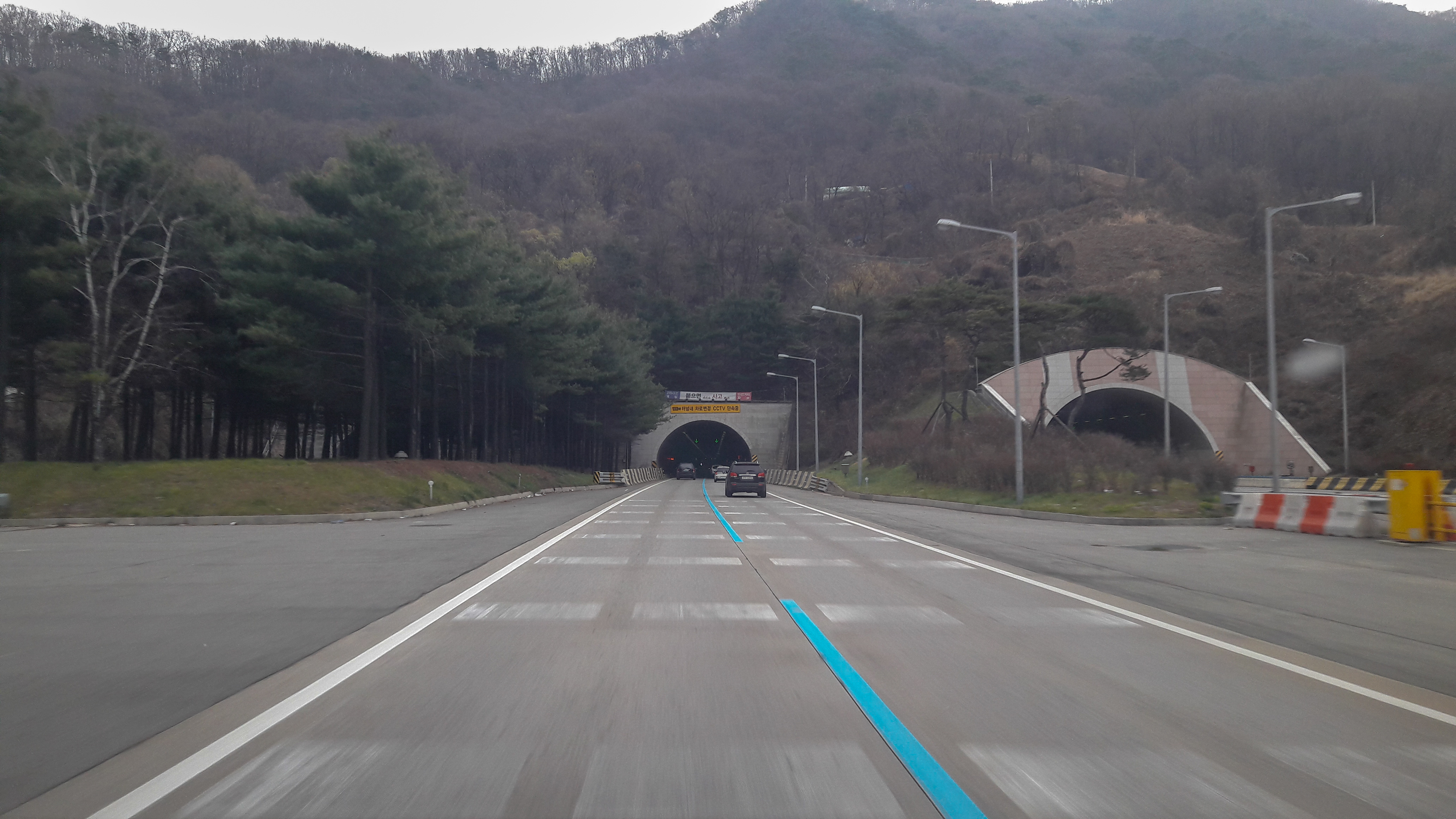
Lối vào đôi Hầm Maseong (hướng đi xuống)
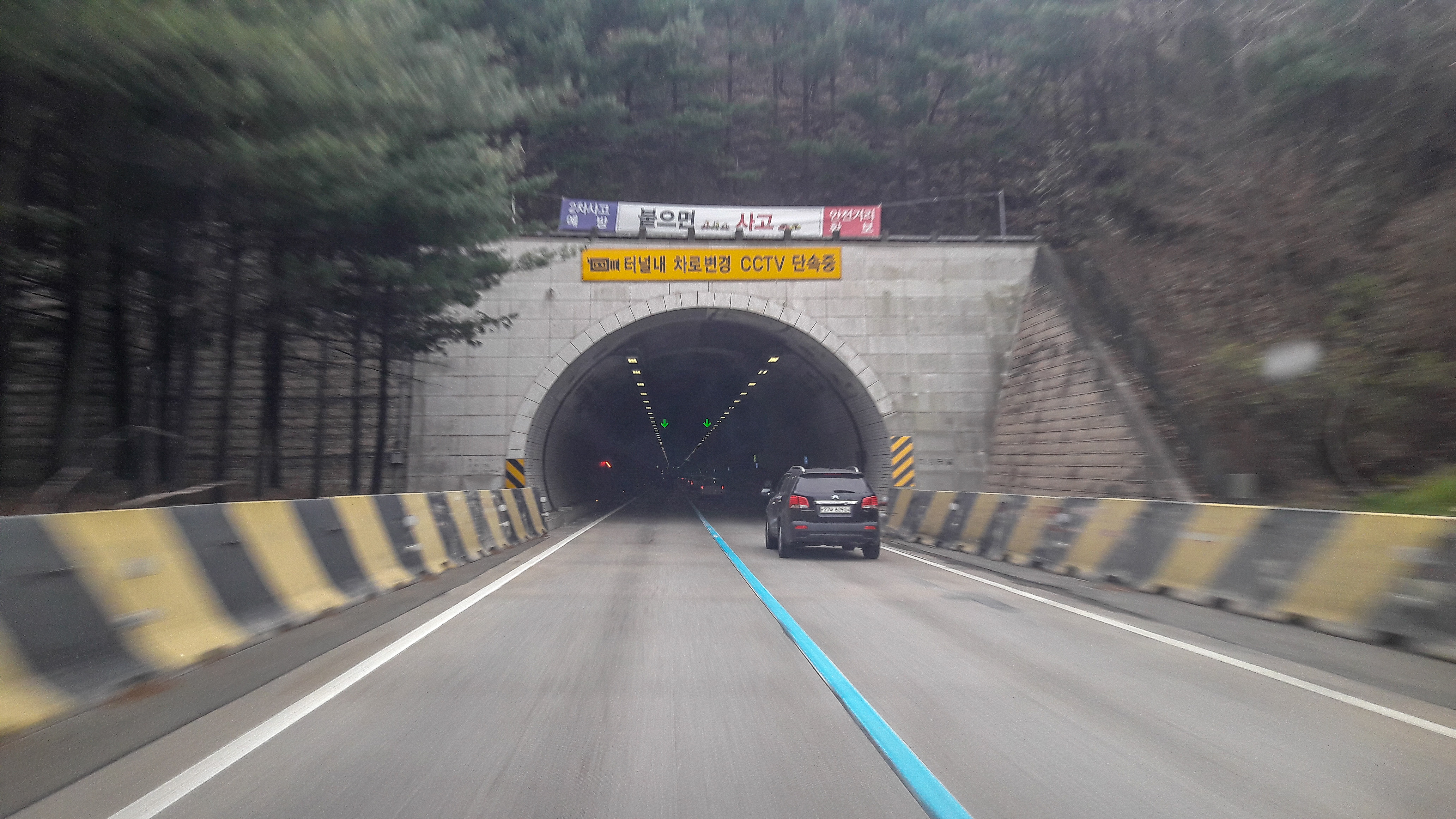
Lối vào Hầm Maseong 1 (hướng đi xuống)
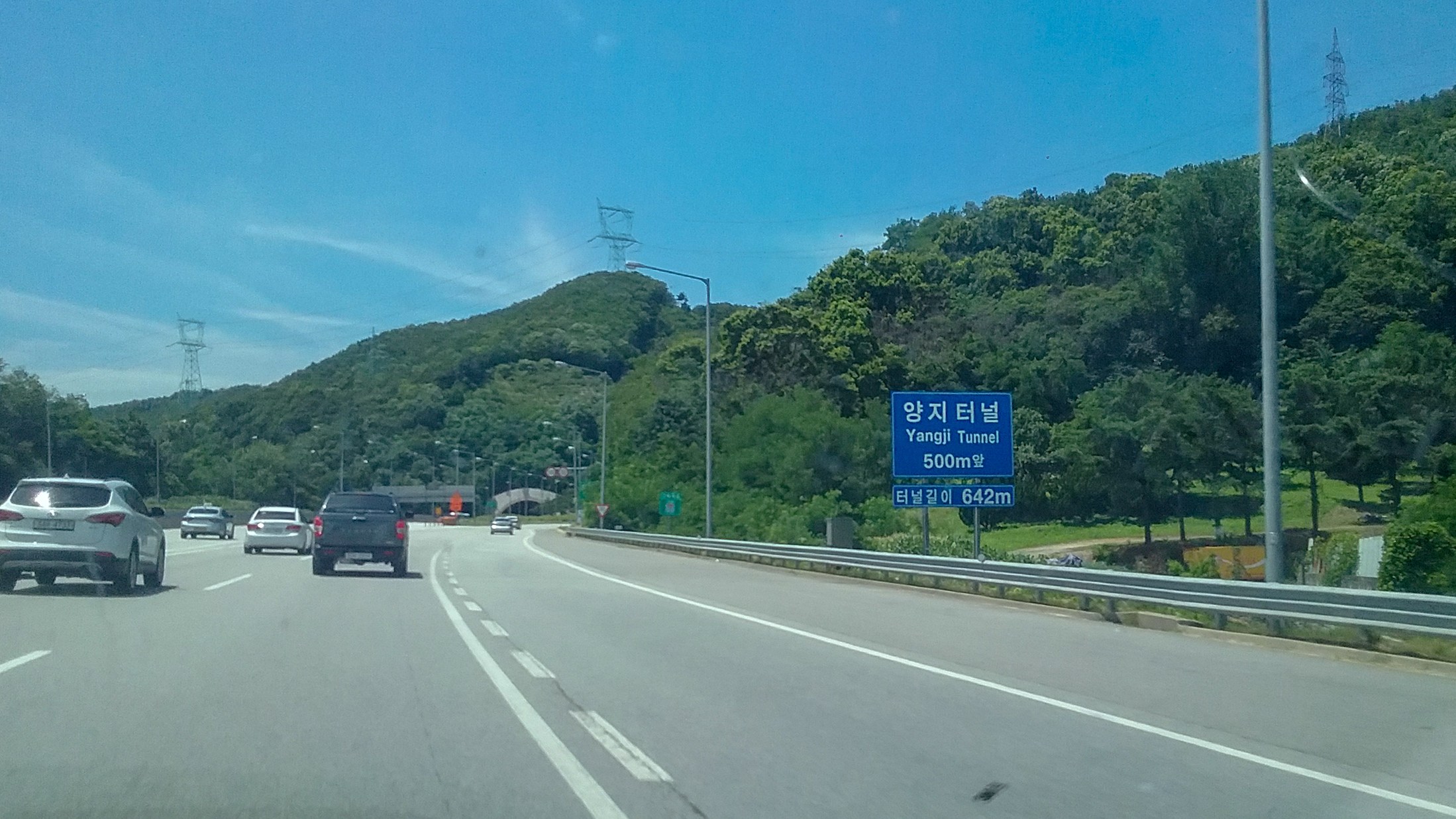
Biển báo Hầm Yangji 500m (hướng đi lên)
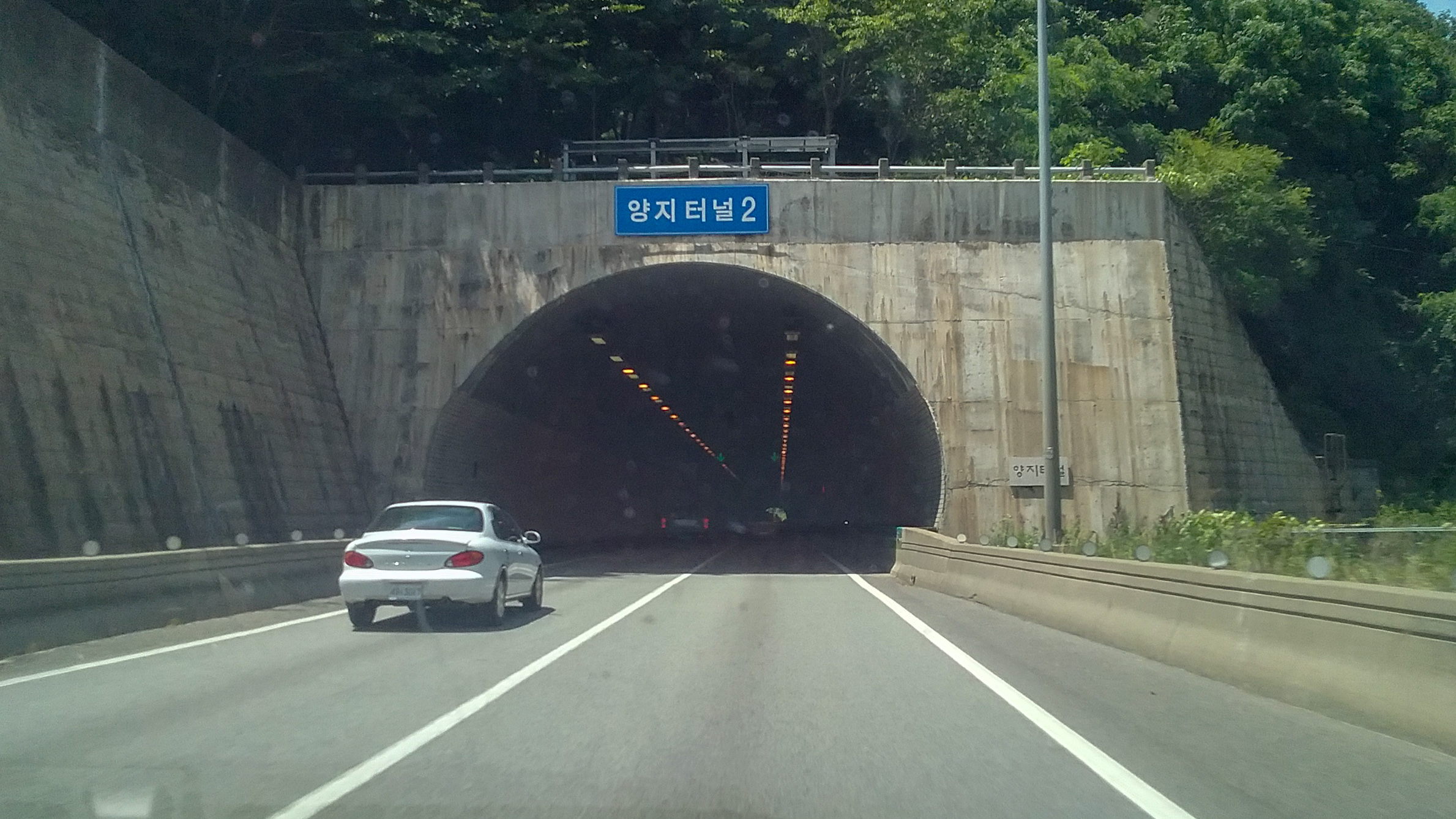
Lối vào Hầm Yangji 2 (hướng đi lên)
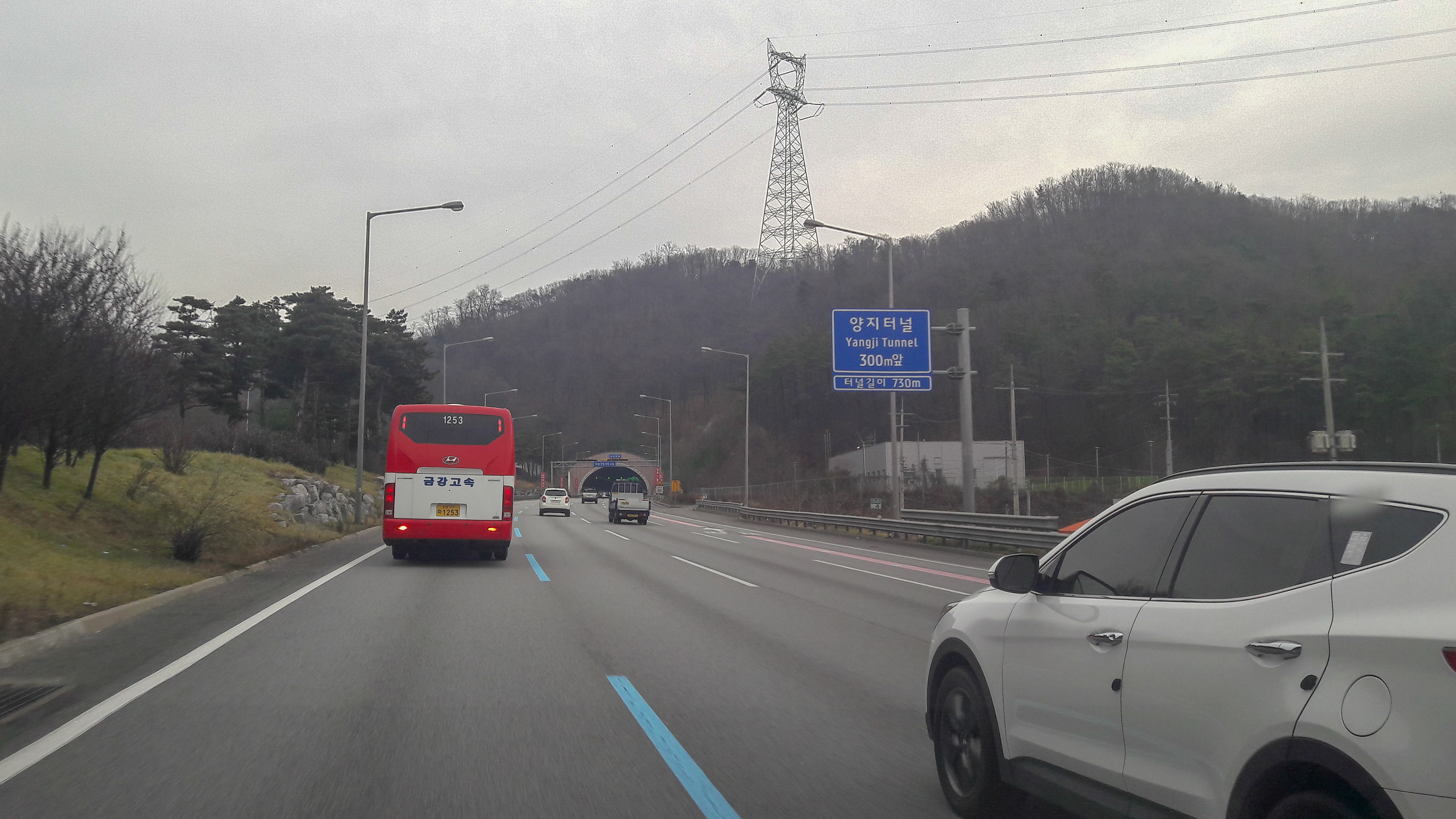
Biển báo Hầm Yangji 500m (hướng đi xuống)
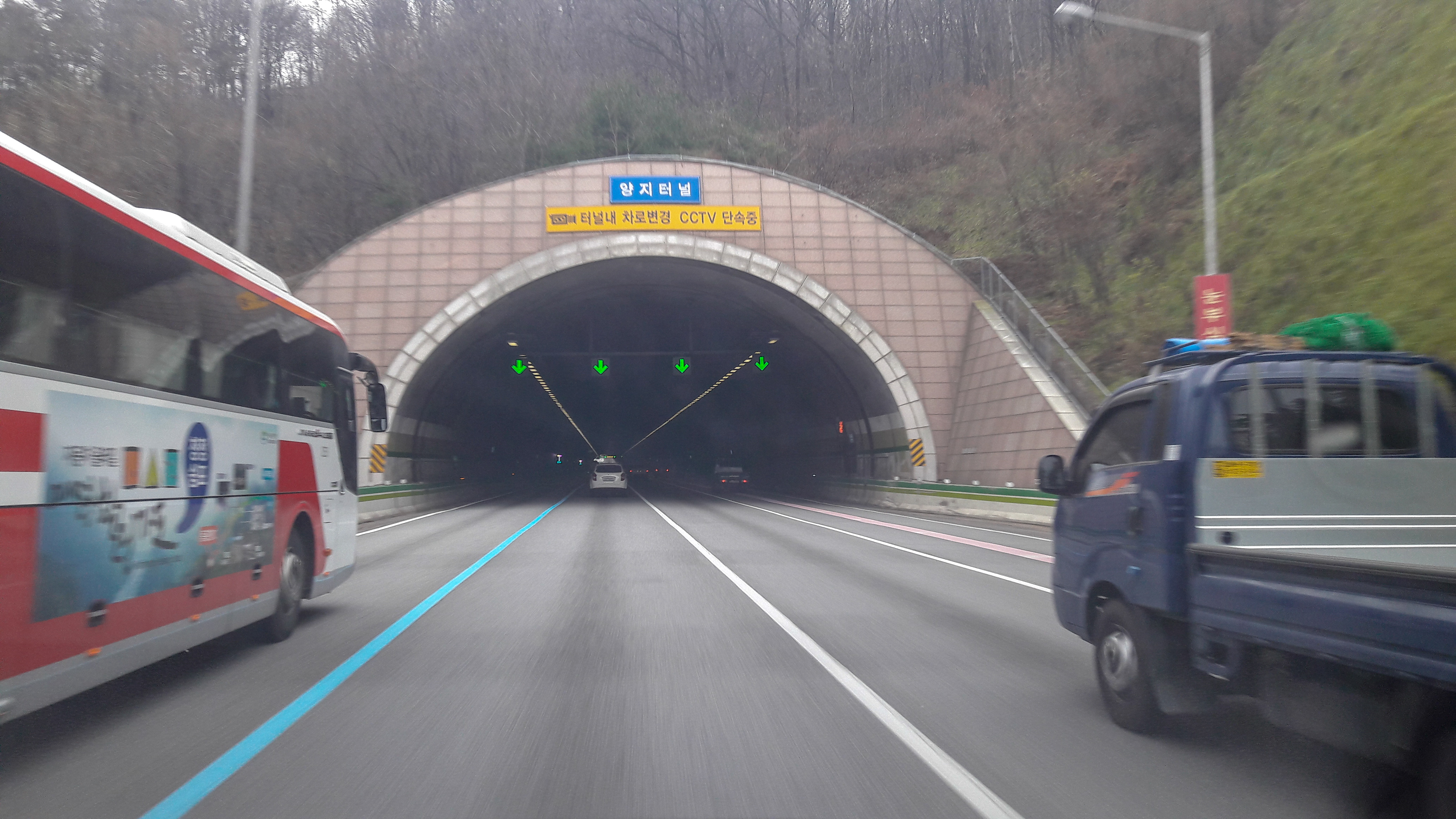
Lối vào Hầm Yangji (hướng đi xuống)
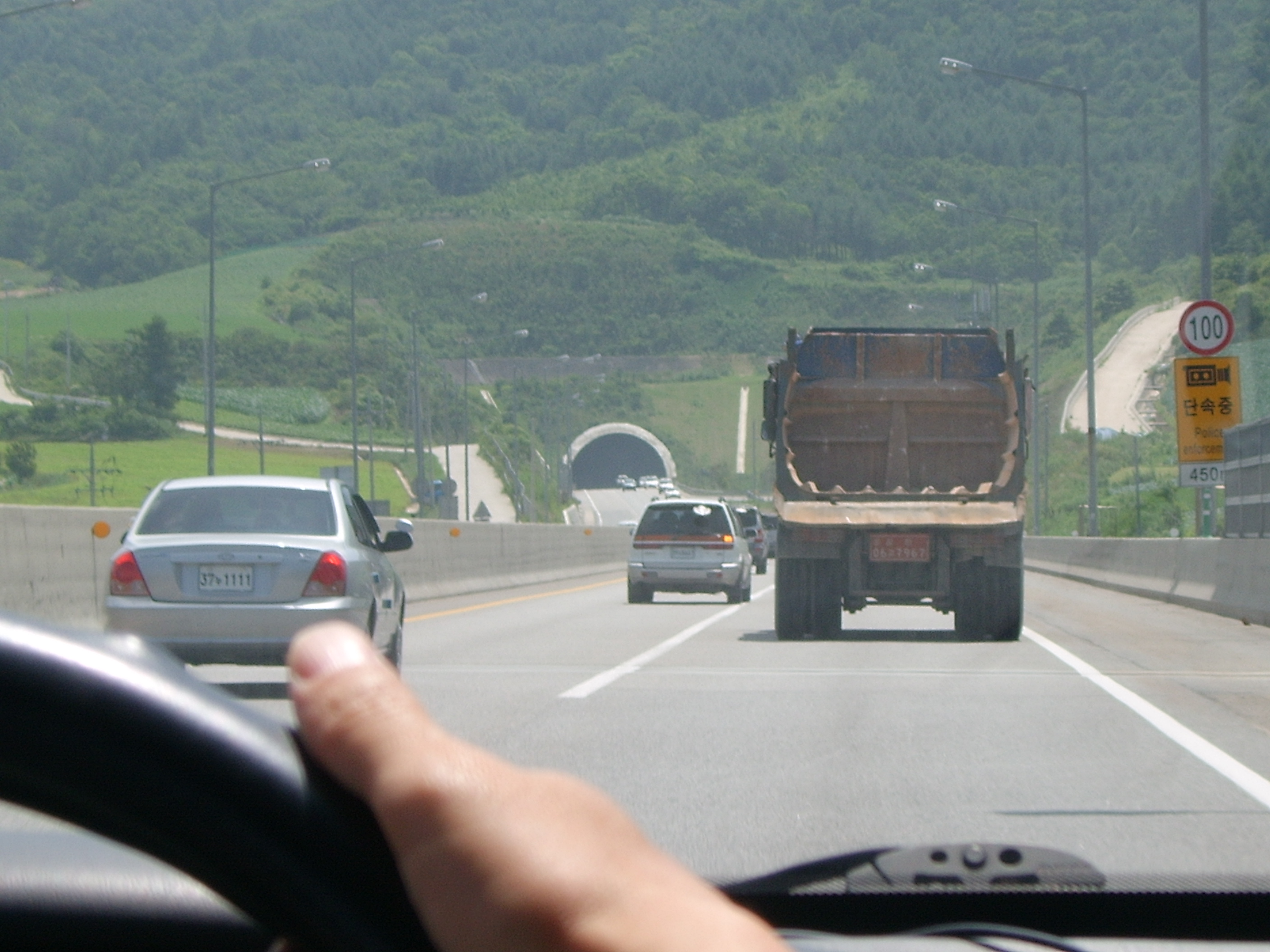
Lối vào Hầm Daegwallyeong 1 (hướng đi xuống)